# Khai Phúc
Khai Phúc (chữ Hán giản thể:开福区, Hán Việt: Khai Phúc khu) là một quận thuộc địa cấp thị Trường Sa, tỉnh Hồ Nam, Cộng hòa Nhân dân Trung Hoa. Quận Khai Phúc được thành lập ngày 22 tháng 4 năm 1996. Quận này giáp Vọng Thành về phía bắc, huyện Trường Sa của thành phố Trường Sa và Phù Dung về phía đông, phía nam giáp và Thiên Tâm, tây giáp cách Nhạc Lộc qua sông Tương Giang. Quận này có diện tích 188 km², dân số năm 2013 là 588,400 người. Quận này được chia ra các đơn vị hành chính gồm 16 nhai đạo, 0 trấn, 1 khu khai phát. GDP năm 2013 là 600.7 tỷ nhân dân tệ. Quận lỵ đóng ở đường Thịnh Thế.
- Nhai đạo biện sự xứ: Phù Dung Bắc Lộ, Lưu Dương Hà, Tứ Phương Bình, Nguyệt Hồ, Hồng Sơn, Lau Đao Hà, Sa Bình, Thanh Trúc Hồ, Tú Phong, Ngũ Gia Lãnh, Đông Phong Lộ, Thanh Thủy Đường, Tân Hà, Tương Nhã Lộ, Thông Thái Nhai, Vọng Lộc Viên.
- Khu khai phát: Khu khai phát kinh tế Kim Hà của Trường Sa